# لويد كارني
لويد كارني (بالإنجليزية: Lloyd Carney)‏ هو كبير الإداريين التنفيذيين أمريكي، ولد في 13 فبراير 1962 في كينغستون في جامايكا.